# Kochenillav

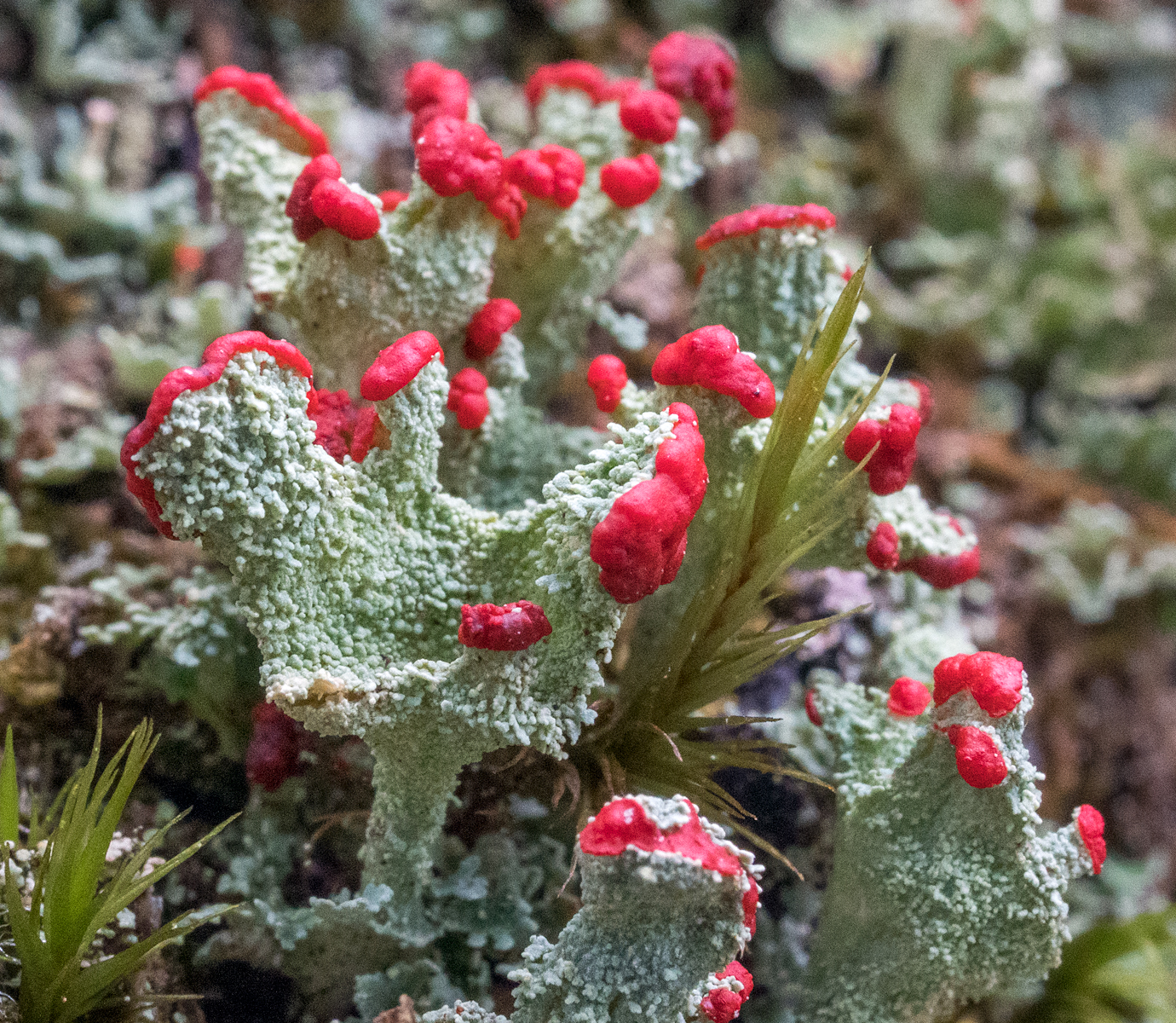
Kochenillav, Uppland.

Kochenillav (Cladonia coccifera) är en lavart som först beskrevs av L., och fick sitt nu gällande namn av Willd.. Kochenillav ingår i släktet Cladonia, och familjen Cladoniaceae. Arten är reproducerande i Sverige.